# ズッパーサン
ズッパーサンは、ジャポニカ米に属する粳米のイネ（稲）の品種。育成者権保有者は畠山和夫〈株式会社アキタズッパーサンズ〉。多収で良食味・高温耐性・耐倒伏性品種〈あきたこまちの突然変異種〉。

## 概要
2011年8月5日、秋田県大館市曲田の江戸時代から続く農家畠山和夫氏〈九代目〉が成長が早く、ひときわ大きな稲穂を発見。交配を繰り返すこと8年。あきたこまちの特異から、大粒〈千粒重31～34g〉で良食味の派生品種が誕生。2020年1月6日、品種登録の出願が受理。2021年、特許取得。2023年6月、
韓国（登録第9620号）で品種登録。11月、米国（登録第202100157号〉でも品種登録。2024年9月17日、農林水産省（登録第30453号：Oryza sativa L;ズッパーサン）に品種登録。中国種苗法登録出願は審査中。名前の由来「ずっぱり」は、大館の方言で「たくさん」という意味。「サン」は、江戸時代に十二所町の医師千葉上総介秀胤〈三哲〉を祀る三哲神社・三哲山から引用した。